# Trump Ice
Trump Ice Natural Spring Water, spesso chiamato semplicemente Trump Ice, è un marchio di acqua imbottigliata fondato dall'imprenditore, e più tardi Presidente degli Stati Uniti d'America, Donald Trump. La produzione e commercializzazione dell'acqua, iniziata nel 1995, è terminata nel 2010.

## Storia
Lanciata nel 1995, l'acqua a marchio Trump Ice fu inizialmente venduta solo nei casinò di proprietà della famiglia Trump e in alcuni altri mercati selezionati. Attorno al 2003, la distribuzione fu allargata ad altri negozi e catene di generi alimentari nazionali in tutti gli Stati Uniti d'America; stando a quanto affermato dallo stesso Trump, tale decisione fu presa perché "era così buona che la gente voleva comprarne casse intere". Come aveva poi avuto modo di spiegare durante lo show The Apprentice: "Avevo avuto per lungo tempo un grande fascino con il branding e così ho deciso di creare un'azienda di distribuzione di acqua. L'ho chiamata Trump Ice. La più pura e gustosa acqua che possiate immaginare."
La Trump Ice era distribuita nell'area degli Stati di New York e del New Jersey dalla Mountain Spring Waters of America. Lo scopo del distributore era quello di sviluppare il marchio distribuendolo in contenitori che andavano dalle bottiglie da 12 fl oz (all'incirca 350 ml) alle taniche da 5 galloni, formati paragonabili a quelli offerti da altre marche d'acqua famose. 
Tra i vertici dell'azienda, in cui, stando a quando riportata da AOL, Trump aveva personalmente investito 480.000 $, Kelly Perdew, vincitrice della seconda stagione di The Apprentice, fu nominata vice presindete esecutivo di Trump Ice come parte dell'estensione del suo contratto con la Trump Organization.
Il marchio fu posto fuori produzione nel 2010, ma la Trump Natural Spring Water è stata elencata per molto tempo sul sito della Trump Organization come disponibile esclusivamente negli hotel, ristoranti e golf club a marchio Trump. Stando all'informativa finanziaria presentata da Donald Trump alla Commissione elettorale federale nel 2016, le finanze liquide presenti nel conto bancario della Trump Ice Natural Spring Water ammontavano nel 2015 a 413.339 dollari.
Nel 2016, in corsa per le elezioni primarie del Partito Repubblicano, Trump fece recapitare una bottiglia di Trump Ice al rivale Marco Rubio, che aveva precedentemente criticato per "essere stato sudato" e per avere "maldestramente afferrato una bottiglia d'acqua" durante la confutazione effettuata da Rubio al discorso sullo stato dell'Unione tenuto da Barack Obama nel 2013. Assieme alla bottiglia di Trump Ice e ad altra oggettistica pro Trump, l'imprenditore fece recapitare all'avversario il messaggio "Visto che sei sempre sudato, abbiamo pensato che potresti usare un po' d'acqua. Goditela!" ("Since you're always sweating, we thought you could use some water. Enjoy!").

## Produzione
L'acqua Trump Ice proveniva dallo Stato del Vermont ed era imbottigliata nello Stato di New York. Reclamizzata come "una delle più pure acque sorgive naturali imbottigliate del mondo" ("one of the purest natural spring waters bottled in the world"), in una breve intervista con la rivista New York, Donald Trump affermò che la Trump Ice era del tutto priva di sodio. L'etichetta della bottiglia, descritta dall'autore del già citato articolo del New York come "fiery" (in inglese, letteralmente: "ardente", "focosa"), riportava la faccia di Trump su uno sfondo dapprima rosso e poi blu.

## Accoglienza
Un editoriale dell'Entertainment Weekly negò il fatto tanto sbandierato dall'azienda che la Trump Ice fosse "una delle acque sorgive di più alta qualità nel mondo, con un contenuto ottimale di minerali", puntando il dito sul suo, in verità, "molto basso" contenuto di minerali e sul fatto che la bottiglia utilizzata fosse di plastica e non di vetro. Un servizio della CNN riguardo ai prodotti a marca Trump, evidenziò come la Trump Ice fosse più che altro "un veicolo per l'immagine di Trump" ("a vehicle for the Trump image").

## Nella cultura di massa
- La Trump Ice è comparsa nella prima stagione di The Apprentice, quando i concorrenti dovevano cercare di trovare clienti cui vendere l'acqua.
- In un'intervista andata in onda all'interno di puntata del programma televisivo statunitense Access Hollywood, fu richiesto a Sylvester Stallone, che aveva a sua volta lanciato un marchio di acqua imbottigliata chiamato Sly Water, di riconoscere, dopo essere stato bendato, la sua acqua da quella di un suo concorrente. Dopo che gli fu chiesto quale delle due acque avesse preferito e aver riconosciuto la propria, Stallone disse che non avrebbe nemmeno lavato i propri calzini con l'altra acqua. Dopo che gli fu rivelato che l'altra acqua era la Trump Ice, l'attore americano si scusò ridendo con Donald Trump e affermò scherzando che il futuro Rocky VII avrebbe avuto come soggetto un incontro tra la propria acqua e quella di Trump.[12]